# Ampharete oculicirrata
Ampharete oculicirrata é uma espécie de verme do mar do gênero Ampharete descrita pela primeira vez em junho de 2019, após sua descoberta na Área Protegida Marinha de Conservação da Natureza de Shetland Ocidental. Foi descoberto por uma equipe de cientistas do "Joint Nature Conservation Committee e Marine Scotland Science".
O verme tem olhos tanto em sua cabeça quanto nos cirri que se estendem para fora de seu ânus e mede entre 4 e 5 mm de comprimento.

## Descrição
Esta espécie é caracterizada por um minúsculo tamanho corporal - apenas 4 mm (0,2 pol) de comprimento, palidez fina e esbelta, doze torácicos e onze uncinigeres abdominais, presença de olhos tanto na cabeça como no ânus.